# Партридж, Луи
Луи Партридж (англ. Louis Partridge, род. 3 июня 2003, Лондон, Англия) — английский актёр и модель. Начинал карьеру с небольших ролей в короткометражных фильмах, таких как «Под водой» и «О собаке». Наиболее известен ролью Тьюксбери в кинокартинах Netflix «Энола Холмс» (2020) и «Энола Холмс 2» (2022), а также по роли Сида Вишеса в биографическом мини-сериале «Пи́стол».

## Биография
Партридж родился 3 июня 2003 года в Уондсуэрте, Лондон. У него есть две сестры — старшая и младшая. Состоит в длительных отношениях со своей девушкой с юга Англии.
Партридж дебютировал в короткометражном фильме «Под водой» (2014). Получил первую известность в роли Пьеро Медичи в телесериале «Медичи», а также участием в ленте «Приключения Паддингтона 2». Наиболее знаменит ролью Тьюксбери в киноленте «Энола Холмс» (2020), а также в ей продолжении 2022 года. В 2019 году присоединился к актерскому составу «Потерянных девушек», сыграв Питера Пэна.
В январе 2021 года Партридж поучаствовал в съёмках биографического мини-сериала «Пи́стол», посвящённого истории панк-группы Sex Pistols, исполнив роль басиста Сида Вишеса. В октябре того же года он снялся в фантастическом эпике «Ферриман». Весной следующего года Партридж присоединился к актерскому составу сериала «Все совпадения неслучайны» режиссёром и сценаристом которого выступил Альфонсо Куарон.

## Фильмография

### Кино
| Год  | Название                     | Роль                    | Примечание      |
| ---- | ---------------------------- | ----------------------- | --------------- |
| 2014 | Под водой                    | Феликс                  | Короткометражка |
| 2014 | О собаке                     | Гав в молодости         | Короткометражка |
| 2015 | Пэн: Путешествие в Нетландию | Мальчик в шахте         |                 |
| 2016 | Вторая кожа                  | Дитя природы            | Короткометражка |
| 2017 | Приключения на Амазонке      | Генри Бейтс в молодости | [ 15 ]          |
| 2017 | Приключения Паддингтона 2    | Джи-мэн                 | Сцена вырезана  |
| 2020 | Энола Холмс                  | Тьюксбери               | Основной состав |
| 2022 | Потерянные девушки           | Питер Пэн               |                 |
| 2022 | Энола Холмс 2                | Тьюксбери               | Основной состав |
| 2024 | Аргайл: Супершпион           | Обри Аргайл             |                 |
| TBA  | Джей Келли                   |                         |                 |
| TBA  | Солнечный танцор             |                         |                 |

### Телевидение
| Год  | Название                  | Роль              | Примечание                    |
| ---- | ------------------------- | ----------------- | ----------------------------- |
| 2014 | Бумеры                    | Альф              | Эпизод #1.4                   |
| 2019 | Медичи                    | Пьеро Глупый      | Сезон 3 (Эпизоды: 4, 6, 7, 8) |
| 2022 | Пи́стол                    | Сид Вишес         | Основной состав               |
| 2024 | Все совпадения неслучайны | Джонатан Бригсток | Основной состав               |